# Globe-trotters
Globe-trotters est une histoire de la série de bande dessinée Boule et Bill de Jean Roba. Elle est publiée pour la première fois dans le journal Spirou du no 2270 au no 2275, puis en album en 1982 dont elle est le dix-neuvième tome. C'est le seul album composé d'une seule histoire.

## Historique
En 1999, à l'occasion des 40 ans de la série, la collection a été refondue : les albums, qui comportaient auparavant 64, 56 ou 48 pages, sont uniformisés en 44 planches. Leur nombre passe ainsi de 21 à 24. Ainsi, Globe-trotters, qui avait le numéro 19, porte désormais le n° 22.

## Résumé
Contrairement aux autres albums, Globe-trotters est une histoire complète et non une succession de gags.
Boule et Bill ont remporté un voyage autour du monde. Ils embarquent avec Papa et Maman et un employé de la société ayant organisé le concours, John-Cadre d'Hinnamich, alias J.C. Mais le voyage ne se déroule pas comme prévu et après quelques escales, Boule, Bill et J.C. se retrouvent séparés des parents de Boule. L'employé va alors tout faire pour réunir la famille et terminer le voyage dans les temps.
Après plusieurs péripéties, Boule et Bill sont enfin réunis avec les parents, et J.C., sa mission accomplie, démissionne et se fait engager dans la légion étrangère.

## Personnages principaux
- Boule : petit garçon d'environ 7 ans. L'un des personnages principaux de l'histoire. Il est roux, vêtu d'une salopette bleue et d'un t-shirt jaune. Il est débrouillard, optimiste et il adore son chien, Bill.
- Bill : cocker roux. L'un des personnages principaux de l'histoire. C'est un chien aux oreilles longues et pendantes qui lui permettent de communiquer. Il est caractériel, parfois fourbe, il déteste les bains et les chats. Il protège Boule.
- Papa et Maman : Les parents de Boule. Durant une partie importante de l'histoire, ils poursuivent leur voyage de leur côté, tandis que Boule, Bill et leur accompagnateur tente de surmonter toute une série d'imprévus et de contre-temps.
- John-Cadre d'Hinnamich : délégué de la société Tour-Lourou. Il accompagne Boule et Bill durant leur périple. Sûr de lui, organisé et précis comme un coucou suisse, il est peu à peu dépassé par les événements et s'engage finalement dans la Légion étrangère en fin d'album.